# Suresnes American Cemetery
Suresnes American Cemetery je vojno groblje Sjedinjenih Američkih Država u Suresnesu, Hauts-de-Seine, Francuska.
To je mjesto počinka 1541 američkog vojnika koji su poginuli u Prvom svjetskom ratu.
S mjesta, koje se nalazi visoko na obroncima Mont-Valériena, pruža se pogled na Pariz.

## Vanjske poveznice
- Službena stranica muzeja